# 屋代瑠花
屋代 瑠花（やしろ るか、1998年8月8日 - ）は、日本の女性声優。81プロデュース所属。栃木県出身。

## 略歴
元々漫画『ドラゴンボール』を読んでおり、その後にテレビアニメ『ドラゴンボール』を視聴していたが、その時に「命が吹き込まれるってこういうことなんだ…！自分もやりたい！」と思い、声優を目指した。
アミューズメントメディア総合学院24期卒業。
2019年5月30日から2020年3月30日まで、81プロデュースおよびシンエイ動画により2019年4月より開設されたYouTubeチャンネル「What 声 You?」のオーディション企画「アイドールズプロジェクト」にてテレビアニメ『アイドールズ!』のメインキャストを決定するオーディションが行われ、最終審査の結果から同作のるか役に決定した。
2021年10月1日付で81プロデュースに所属。

## 人物
方言は栃木弁。
趣味・特技はカラオケ、百人一首、歌唱、剣道。

## 出演
太字はメインキャラクター。

### テレビアニメ
2021年
- アイドールズ!（るか）

2022年
- 乙女ゲー世界はモブに厳しい世界です（女子）

2023年
- 最強陰陽師の異世界転生記（生徒C）
- カードファイト!! ヴァンガード will+Dress（ユースメンバー）
- もののがたり（読み手）
- ポーション頼みで生き延びます!（ビー）

2024年
- リンカイ!（静岡葵）
- きのこいぬ（書店員）
- ダンダダン（カップル女）

2025年
- SAKAMOTO DAYS（女子生徒）
- クラシック★スターズ（女子、女子部員）
- New PANTY & STOCKING with GARTERBELT（ゴースト）

### 劇場アニメ
- アイカツ！ 10th STORY 〜未来へのSTARWAY〜（2023年、共演者）

### Webアニメ
- 爆丸エボリューションズ（2022年、少年2）

### ゲーム
- ポポロクロイス物語 〜ナルシアの涙と妖精の笛（メラージャ）
- 城姫クエスト（2021年 - 2022年、屋嶋城[12]、鎌倉城[13]）
- クッキーラン: キングダム（2021年、研究員クッキー1、共和国の船員クッキー1）
- モンスターストライク（2022年 - 2023年、カメリア[14]、ジョビー・ロップ[15]）
- 東方アルカディアレコード（2023年、依神女苑、二ッ岩マミゾウ、埴安神袿姫）
- 原神（2023年、プーカ、リゼット、ルフィーナ）
- De:Lithe Last Memories（2024年、葛葉ミリア[16]）

### BLCD
- 君には届かない。4巻（女子生徒）
- 絶望に啼け 上（澤田、女子社員2）

### 吹き替え

#### 映画
- アンバー・ブラウン（ビルキー）

#### ドラマ
- フィジカル シーズン2（フィデリア）

#### アニメ
- せかいは ふしぎで できている!（キャスター）
- アイドルプリンセス★ロリロック

### テレビ番組
※はインターネット配信。
- What 声 you?（2019年 - 2020年、YouTube※） - チームカーネーション「るー」として出演。
- アイドールズのすたでぃ4U!（2020年 - 、ニコニコ生放送、YouTube※）
- 沼にハマってきいてみた 〜進撃の巨人 沼〜（2022年、NHK Eテレ）ナレーション

### オーディオドラマ
- この初恋は甘すぎる〜恋愛処女には刺激が強い〜

### ラジオドラマ
- 青春アドベンチャー（NHK-FM）
  - 『ナカスイ！ -海なし県の水産高校-』（2025年7月21日 - 8月1日、原作：村崎なぎこ）[17] - 小松リリカ（アイドル） 役[18]

## ディスコグラフィ

### キャラクターソング
| 発売日        | 商品名                 | 歌                     | 楽曲               | 備考                                             |
| ------------- | ---------------------- | ---------------------- | ------------------ | ------------------------------------------------ |
| 2021年3月17日 | WE ARE THE ONE         | アイドールズ！         | 「WE ARE THE ONE」 | テレビアニメ『アイドールズ！』オープニングテーマ |
| 2021年3月17日 | WE ARE THE ONE         | アイドールズ！         | 「夢みてさめても」 | テレビアニメ『アイドールズ！』エンディングテーマ |
| 2021年3月17日 | WE ARE THE ONE         | アイドールズ！         | 「Special Story」  | テレビアニメ『アイドールズ！』挿入歌             |
| 2024年6月26日 | メサイアコンプレックス | 葛葉ミリア（屋代瑠花） | 「青い炎」         | ゲーム『De:Lithe Last Memories』関連曲           |